# S2 엔터테인먼트
S2 엔터테인먼트는 대한민국의 엔터테인먼트 에이전시이다. 2020년에 설립된 소속사로, JYP 엔터테인먼트의 공동 설립자이자 큐브 엔터테인먼트의 설립자인 홍승성이 설립했다. 크리에이티브 디렉터로 아이돌 오디션 프로듀스 101에 출연했던 이해인이 있으며, 소속 아티스트로는 키스 오브 라이프가 있다. 음악 및 기타 오디오물 출판업이 주 산업이며, 2024년 기준 직원 수가 15명밖에 되지 않는 중소기업이다.

## 역사

### 2023년
3월 21일, 신인 걸그룹 런칭 소식을 알렸다. 2022년 계약한 나띠가 데뷔조에 합류했다. 5월 12일, 공식 트레일러를 통해 4인조 신인 걸그룹의 팀명 KISS OF LIFE를 발표하였다.